# 서울양강초등학교
서울양강초등학교는 대한민국 서울특별시 양천구에 있는 초등학교다.

## 학교 연혁
- 1987년 4월 23일 개교식 거행.
- 1988년 2월 16일 제1회 졸업식.